# Air Panama
Air Panama är Panamas näst största flygbolag och fokuserar på regionala flyg. Förutom charterresor och reguljär passagerartrafik är de även verksamma inom flygfrakt. Bolaget är baserad i Panama City och har Marcos Gelaberts internationella flygplats, tidigare Albrook Air Force Station, som nav.. De erbjuder resor till 15 destinationer i Centralamerika